# Onychoteuthis banksii
Обыкновенный  крючьеносный  кальмар (лат. Onychoteuthis banksii) — вид кальмаров, типовой вид рода Onychoteuthis. Назван в честь Джозефа Бэнкса.

## Распространение
Обитают в северной и центральной части Атлантического океана, а также в Мексиканском заливе. Ранее считалось, что эти кальмары распространены в умеренных и тропических водах глобально.

## Экология
Как и другие кальмары, представители вида являются хищниками. Своими длинными щупальцами они могут захватывать добычу куда более крупную, чем относительно небольшие рты этих существ. Встречаются до глубины в 800 м. По ночам часто поднимаются на поверхность океана, иногда их даже обнаруживают на палубах судов.